# HAWK (band)
HAWK (tot 2018 bekend onder de naam This or the Apocalypse) is een Amerikaanse metalcoreband afkomstig uit Lancaster, Pennsylvania.

## Biografie
De band werd onder de naam This or the Apocalypse opgericht in 2005. Een jaar later volgde met Sentinels het debuutalbum van de band. In 2008 tekende de band een contract bij het Europese metal label Lifeforce Records, waarna ze datzelfde jaar nog het album Monuments uitbracht. Hierna toerden ze ter promotie extensief door Noord-Amerika waar ze gedurende meerdere toers het podium deelden met onder andere Kingston Falls, For Today, August Burns Red, A Skylit Drive, Sky Eats Airplane en Greeley Estates.
In januari 2010 was de band te zien in de vierde aflevering van het eerste seizoen van Silent Library op MTV. Op 22 juni 2010 kondigde de band haar nieuwe album Haunt Whats's Left aan. Het album werd uitgebracht via Good Fight/Road Runner Records en de productie werd verzorgd door Chris Adler, de drummer van Lamb of God. Sean Hennessey en Grant McFarland verlieten hierna allebei de band op zoek naar nieuwe uitdagingen. De rest van 2010 spendeerde de band vooral toerend ter promotie van het album, daarbij onder meer het voorprogramma verzorgdend voor Impending Doom en MyChildren MyBride. Ook toerde de band als hoofdprogramma door de Verenigde Staten met een eigen toer.
Na een lange periode van inactiviteit (in 2012 was voor het laatst een album verschenen), kondigde de band in 2018 aan dat ze de naam van de band hadden veranderd naar HAWK. Met Adam Reed en Bernie Stabley had de band ook een nieuwe drummer en bassist gerekruteerd. Zanger Rick Armellino en gitarist Jack Esbenshade waren de enige overgeblevenen van de originele line-up. Op 22 maart 2019 bracht de band met Mileage weer een nieuwe single uit. Ook kondigde de band aan dat ze een nieuw album klaar hadden liggen, maar nog op zoek waren naar een label dat het uit wou brengen.

## Bezetting
| Huidige leden - Rick Armellino − leidende vocalen (2005–heden) - Jack Esbenshade − leidende gitaar (2005–heden) - Adam Reed − drums (2018-heden) - Bernie Stabley - bas, achtergrondvocalen (2018-heden) | Voormalige leden - Robert Rivera Jr. - bas (2005-2006) - Toby Pool - drums (2005-2006) - Jacob Belcher - guitar (2005-2007) - Kevin Bakey - bas (2006-2008) - Sean Hennessey − bas (2007–2010) - Grant McFarland − drums (2006–2010) - Brent Caltagirone - drums (2010-2011) - Matthew Marcellus − bas, achtergrondvocalen (2010–2013) - Cody Cavanaugh - Bas (2013) - Aaron Ovecka − drums (2011–2013) - Zack Jones - gitaar (2013) - Aaron Maloney − drums (2013–2014) - Rodney Phillips − slaggitaar, achtergrondvocalen (2007–2014) |

## Discografie
Studioalbums
als This or The Apocalypse:
- Sentinels (Zelfstandig uitgebracht, 2006)
- Monuments (Lifeforce Records, 2008)
- Haunt What's Left (Good Fight Entertainment, 2010)
- Dead Years (eOne, 2012)

Ep's
als This or The Apocalypse:
- Drunken Billionaire Burns Down Home (Zelfstandig uitgebracht, 2006)